# Cassião
Cassião (em latim: Cassio) foi um oficial romano do século IV, ativo durante o reinado dos imperadores Valente (r. 364–378) e Graciano (r. 367–383). Como tribuno, talvez dos escutários, esteve presente na desastrosa Batalha de Adrianópolis de 378 contra os tervíngios e seus aliados liderados por Fritigerno. Nesse momento, ao atacar primeiro os inimigos dos romanos ao lado de Bacúrio, o Ibério, deu início ao confronto que custou a vida de muitos oficiais e de Valente.